# Закутный, Дмитрий Ефимович
Дми́трий Ефи́мович Заку́тный (26 октября [7 ноября] 1897, хутор Калмыцкий, Область Войска Донского — 1 августа 1946, Москва) — военный деятель, генерал-майор РККА (1940 год), затем генерал-майор РОА и начальник Гражданского управления Комитета освобождения народов России (1944—1945).

## Начальная биография
Родился 26 октября (7 ноября) 1897 года на хуторе Калмыцкий (ныне — в составе посёлка Зимовники Ростовской области) Сальского округа области Войска Донского в крестьянской семье.
В 1911 году окончил сельскую школу, а в 1914 году — экстерном пять классов реального училища.

## Военная служба

### Гражданская война
В феврале 1918 года вступил красногвардейцем в Зимовниковский красногвардейский отряд, а в марте того же года призван в ряды РККА, после чего избран членом ревкома и председателем военного отдела Зимовниковского революционного комитета. В мае назначен на должность начальника штаба Зимовниковского, а затем стал рядовым Зимовник-Куберлеевского партизанского отрядов, в составе которых принимал участие в боевых действиях против войск под командованием генерала П. Н. Краснова. В сентябре назначен на должность помощника командира 1-й отдельной Зимовниковской батареи в составе 1-й Советской отдельной стрелковой бригады, а с ноября того же года служил в штабной роте штаба Южного боевого участка Царицынского фронта.
В феврале 1919 года назначен на должность адъютанта отдельного артиллерийского дивизиона (1-я Советская Донская рабоче-крестьянская дивизия). В том же году вступил в ряды РКП(б). В апреле назначен на должность адъютанта 2-го отдельного артиллерийского дивизиона (37-я стрелковая дивизия), затем — на должность адъютанта в составе 1-го лёгкого артиллерийского дивизиона, в феврале 1920 года — на должность адъютанта 3-го артиллерийского дивизиона (32-я стрелковая дивизия), а в августе того же года — на эту же должность в отдельном тяжёлом артиллерийском дивизионе. В составе данных частей Закутный принимал участие в боевых действиях против войск под командованием генералов А. И. Деникина и П. Н. Врангеля.

### Межвоенное время
В мае 1921 года Закутный назначен на должность порученца в инспекции артиллерии 2-го Кавказского корпуса. С августа того же года служил на должностях помощника адъютанта 120-го, 9-го Кавказского и 18-го Кавказского стрелковых полков. В марте 1922 года назначен на должность командира взвода конной разведки 248-го стрелкового полка, с июня исполнял должность помощника начальника штаба 83-го стрелкового полка и в июле назначен на должность помощника начальника пулемётной команды, однако в конце октября того же года был переведён в штаб 9-го стрелкового корпуса и назначен на должность помощника начальника оперативной части штаба корпуса. В октябре 1923 года направлен на учёбу на курсы усовершенствования при Разведывательном управлении РККА, после окончания которых в том же году назначен на должность заведующего разведывательного отдела штаба этого же корпуса, а в январе 1925 года — на должность помощника начальника разведывательного отдела штаба Северокавказского военного округа.
В 1928 году за успешную работу Закутный награждён серебряными часами, портсигаром и почётной грамотой. В октябре того же года направлен на учёбу в Военную академию имени М. В. Фрунзе, после окончания которой в мае 1931 года назначен на должность начальника 1-й части штаба 14-го стрелкового корпуса. В марте 1932 года переведён в Штаб РККА, после чего служил на должностях помощника начальника и заместителя начальника 1-го сектора оперативного отдела, а в январе 1935 года назначен на должность начальника 1-го отделения оперативного отдела.
В ноябре 1936 года направлен на учёбу в Академию Генштаба РККА, после окончания которой в августе 1938 года назначен на должность ассистента кафедры службы штабов Военной академии имени М. В. Фрунзе, в августе 1939 года — на должность начальника штаба Горьковского стрелкового корпуса, а затем — на должность начальника штаба 21-го стрелкового корпуса (Западный Особый военный округ).

### Великая Отечественная война

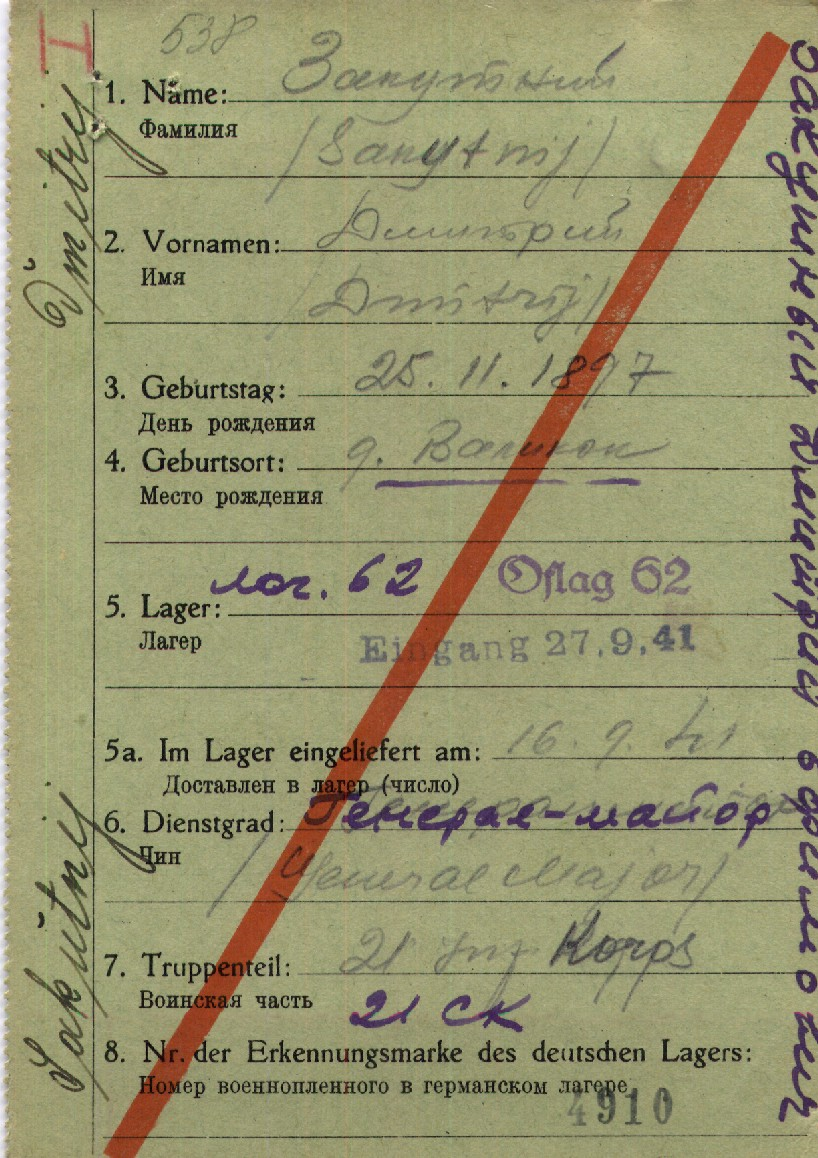
Карточка военнопленного генерал-майора Закутного Д. Е.

С началом войны находился на прежней должности. 21-й стрелковый корпус в составе 13-й армии (Западный фронт) во время приграничного сражения, находясь на Минском укреплённом районе, вёл тяжёлые оборонительные боевые действия в районе города Лида и затем попал в окружение, в котором понёс тяжёлые потери. В ходе прорыва из окружения 30 июня командир корпуса генерал-майор В. Б. Борисов погиб, но сам корпус, командование которым взял на себя Закутный, сумел выйти из окружения. Вскоре 21-й стрелковый корпус был включён в состав 21-й армии и принимал участие в боевых действиях на гомельском направлении. Приказом Военного совета армии от 21 июля 1941 года Дмитрий Ефимович Закутный был утверждён в должности командира 21-го стрелкового корпуса, который 26 июля в районе населённых пунктов Большие и Малые Зимницы (Гомельская область) снова попал в окружение и понёс большие потери, а генерал-майор Закутный попал в плен.
После взятия в плен на первом же допросе Закутный заявил о желании бороться с СССР и предложил создать антисоветское правительство из граждан Советского Союза; во время допросов находился в Особом опросном лагере военнопленных в городе Лодзь, в сентябре переведён в Офлаг XIII-Б в Хаммельбурге, а 30 октября 1941 года — в лагерь для французских военнопленных, находившийся в Ляхтенфельде, предместье Берлина, где консультировал командование нацистской Германии по поводу советских укреплённых районов, а также редактировал переводы уставов РККА.
В феврале 1942 года содержался в лагере Валль, а в марте того же года переведён в Особый лагерь в Циттенхорсте, где поступил на службу в пропагандистское учреждение «Винета» при Министерстве по делам восточных территорий, готовил для военнопленных обзоры военных действий по немецким газетам, а также занимался редактированием антисоветских брошюр. В апреле 1943 года Закутный направлен в «свободный лагерь Вустрау».
С августа 1944 года принимал активное участие в работе по созданию Комитета освобождения народов России (КОНР), занимался привлечением в состав этого органа представителей интеллигенции. Вошёл в состав президиума КОНР и возглавил его Гражданское управление. Написал властям Третьего Рейха докладную записку о положении советских граждан в Германии, где содержались положения о необходимости улучшить их правовое и материальное положение.
В феврале 1945 года вместе с управлением КОНР эвакуировался в Карлсбад. 26 апреля по поручению генерала А. А. Власова остался в городе Фюссен вместе с группой членов КОНР с целью установления связи с англо-американскими войсками. 1 мая город был занят американскими войсками, Закутный был задержан военной полицией, но вскоре был отпущен. 20 мая повторно был задержан военной полицией и 13 июня передан американской администрацией представителям Советской военной администрации в Германии, после чего переправлен в Москву.
На суде и следствии Закутный признал себя виновным. 1 августа 1946 года Военной коллегией Верховного суда СССР был приговорён к смертной казни. Повешен в тот же день во дворе Бутырской тюрьмы. Останки были кремированы и захоронены в безымянном рву Донского монастыря.